# サンタテレサデルトゥイ
サンタ・テレサ・デル・トゥイ (Santa Teresa del Tuy) は、ベネズエラのミランダ州インデペンデンシア市にある町で、同市の市庁所在地である。トゥイ川のほとりに位置し、他のサンタ・テレサと区別するために「デル・トゥイ（トゥイ川の）」を付ける。もとは単にサンタ・テレサと呼ばれ、今でもそう呼ばれることが多い。
| 1783年の人口構成     | 1783年の人口構成 | 1783年の人口構成 |
| -------------------- | ---------------- | ---------------- |
| インディオ           | 136              | 16%              |
| 白人                 | 121              | 14%              |
| ムラート             | 104              | 12%              |
| 黒人                 | 58               | 7%               |
| 黒人とムラートの奴隷 | 435              | 51%              |
| 計                   | 854              | 100%             |

町の名は16世紀の聖者アビラのテレサにちなむもので、昔の正式名称はサンタ・テレサ・デ・ヘスス (Santa Teresa de Jesús) といった。18世紀にはカカオの農園があり、1783年の人口は854人であった。
独立後、インデペンデンシア郡唯一の市であるサンタテレサ市の市庁所在地となり、郡が市に移行して、インデペンデンシア市の市庁所在地になった。

## 注
1. ↑  José Marcial Ramos Guedez Historia del Estado Miranda, p50, p61